# کارول لاورنس
کارول لاورنس (انگلیسی: Carol Lawrence؛ زادهٔ ۵ سپتامبر ۱۹۳۲) هنرپیشه، خوانندگی اهل ایالات متحده آمریکا است.
از فیلم‌ها یا برنامه‌های تلویزیونی که وی در آن نقش داشته‌است می‌توان به چشم‌اندازی از پل اشاره کرد.